# Weothulgeot
Weothulgeot (también Weothelgeat, otros nombres: Guedolgeat y Weodegeot), según la Genealogiae regum Anglorum, era un dios y rey de los anglos hacia principios del siglo III, ancestro de la casa real de Mercia y padre de Wiglek. Sin embargo en la Historia Brittonum, Weothulgeot aparece como padre de Weaga que a su vez fue padre de Whitlæg (o Wiglek). Algunas fuentes lo citan como hijo de Odín, hermano de Wehta, Casere, Saxnote, Wsegdseg y Basldseg.